# Бенедикт X
Бенедикт X (в миру Иоанн Минциус; умер около 1073—1080 годов) — антипапа с 5 апреля 1058 года по 1059 год, противостоял папе Николаю II.

## Биография
Иоанн Минциус перед своим избранием был кардиналом-епископом Веллетри. После смерти папы Стефана IX (X) большинство находившихся в Риме кардиналов по настоянию графа Тускуланского избрали Иоанна Минциуса на папский престол 5 апреля 1058 года. Он был подходящей кандидатурой и для римской знати, желавшей держать римскую кафедру под контролем, и для «партии реформ». Видные лидеры последней партии участвовали в карьерном росте Бенедикта: папа Лев IX возвёл его в кардиналы, а Стефан IX (X) перед своим избранием предлагал кандидатуру Минциуса на случай, если его собственная кандидатура окажется непроходной. Невзирая на эти обстоятельства, кардинал Гильдебранд, подлинный лидер «реформистов», отказался признавать итоги выборов, так как они проходили под давлением. Гильдебранд заручился поддержкой Готфрида Лотарингского, маркграфа Тосканского и императрицы-регентши Агнессы Пуату и собрал своих сторонников в Сиене в декабре 1058 года. Здесь папой был избран епископ Флоренции Жерар Бургундский, принявший имя Николая II.
Николай II на соборе в Сутри объявил Бенедикта X низложенным и отлучил его от Церкви. В январе 1059 года сторонники Николая II заняли Рим, 24 января 1059 года Николай II был возведён на кафедру, и Бенедикт X бежал в крепость Галерия. Война между сторонниками двух пап грозила затянуться, и тогда Гильдебранд обратился за помощью к норманнскому князю Капуи Ричарду I. Последний принял предложение Гильдебранда и блокировал Галерию. Город был взят, а Бенедикт X был взят в плен. После отречения Бенедикту X было первоначально разрешено удалиться в одно из имений. Но затем Гильдебранд заключил бывшего антипапу в монастырь при церкви Сант-Аньезе-фуори-ле-Мура вблизи Рима, где Бенедикт X и умер между 1073 и 1080 годами.